# Rambluzin-et-Benoite-Vaux
Rambluzin-et-Benoite-Vaux – miejscowość i gmina we Francji, w regionie Grand Est, w departamencie Moza.
Według danych na rok 1990 gminę zamieszkiwało 98 osób, a gęstość zaludnienia wynosiła 5 osób/km² (wśród 2335 gmin Lotaryngii Rambluzin-et-Benoite-Vaux plasuje się na 947. miejscu pod względem liczby ludności, natomiast pod względem powierzchni na miejscu 185.).